# Державний реєстр атестованих судових експертів
Державний реєстр атестованих судових експертів - це електронна база даних, що ведеться та контролюється Міністерством Юстиції України з метою створення інформаційного фонду про осіб, які отримали в порядку, передбаченому Законом України «Про судову експертизу» [Архівовано 8 січня 2014 у Wayback Machine.], кваліфікацію судового експерта.

## Склад
Реєстр включає в себе відомості про атестованих судових експертів Міністерства юстиції України, Міністерства охорони здоров'я України, Міністерства внутрішніх справ України, Міністерства оборони України, Служби безпеки України та Адміністрації Державної прикордонної служби України.

## Порядок ведення
Порядок ведення державного Реєстру атестованих судових експертів було затверджено Наказом Міністерства юстиції України «Про затвердження Порядку ведення державного Реєстру атестованих судових експертів» від 29.03.2012 № 492/5 [Архівовано 8 січня 2014 у Wayback Machine.].

## Інформація, що міститься в Реєстрі
До Реєстру вносяться наступні відомості:
- прізвище, ім'я, по батькові судового експерта;
- найменування Експертно-кваліфікаційної комісії,(Атестаційної комісії), дата і номер її рішення, ( дата та номер наказу);
- номер та строк дії документа, що підтверджує наявність кваліфікації судового експерта ;
- вид експертизи, експертна спеціальність;
- місце роботи, контактні дані судового експерта.
- Мова ведення

Ведення Реєстру здійснюється виключно державною мовою та є відкритою та безоплатною для запитів фізичних та юридичних осіб.

## Цікаві факти
Станом на 01.12.13 р. За даними Державного реєстру атестованих судових експертів в Україні налічується 8422 атестованих судових експертів, що здійснюють свою діяльність в державних та приватних експертних установах.
Станом на 5 квітня 2017 року у Реєстр атестованих судових експертів внесено 10260 експертів. 